# Jean-Michel Nintcheu
Jean-Michel Nintcheu est un homme politique camerounais, député du Littoral, ancien cadre membre du Front social démocrate et leader du parti FCC.

## Biographie

### Enfance, éducation et débuts
Jean-Michel Nintcheu est un député originaire de l'ouest Cameroun.

### Carrière
Jean-Michel Nintcheu est un homme d'affaires, écrivain, entrepreneur et député du Littoral depuis 3 législatures.
En avril 2021, Jean-Michel Nintcheu est membre du SDF et considéré comme candidat à la succession à John Fru Ndi à la tête du parti en compétition avec Joshua Osih,.
En décembre 2023, il participe à la 3ᵉ convention du MRC comme leader du FCC, parti soutenant l'Alliance politique pour le changement (APC). 
En mars 2024, Jean-Michel Nintcheu dépose deux plaintes au Tribunal de grande instance de Yaoundé. La première contre le président Paul Biya pour « cumul de fonctions ». La deuxième contre le Secrétaire général de la Présidence, le ministre d'État Ferdinand Ngoh Ngoh pour « usurpation de fonction ».
Le 02 novembre 2024, il diffuse le message : 

« Mon domicile est encerclé par un dispositif de gendarmes depuis 6h ce matin »

Ce à quoi réagit Maurice Kamto en demandant la levée du siège de domicile du député.